# Estación de Amurrio-Iparralde
Amurrio-Iparralde es un apeadero ferroviario situado en el municipio español de Amurrio en la provincia de Álava, comunidad autónoma del País Vasco. Forma parte de la línea C-3 de Cercanías Bilbao operada por Renfe.

## Situación ferroviaria
La estación se encuentra en la línea férrea de Castejón a Bilbao por Logroño y Miranda de Ebro.

## La estación
Aunque situada en el tramo Bilbao-Orduña de la línea férrea que pretendía unir Castejón con Bilbao inaugurado el 1 de marzo de 1863, no se dispuso de ninguna estación en la zona. Su creación fue muy posterior ya que fue proyecta en 2002 y construida entre 2007 y 2009.
Dispone de dos andenes laterales de 111 metros de largo y 4 de ancho a los que acceden dos vías. El cambio de uno a otro se realiza gracias a una paso elevado de 4 metros de anchura y una longitud de 15,5 metros. También se ha habilitado paneles informativos y dos refugios abiertos de 48 metros cuadrados.

## Servicios ferroviarios

### Cercanías
Los trenes de la línea C-3 de la red de Cercanías Bilbao que opera Renfe tienen parada en la estación. La frecuencia media entre semana ronda los 20-30 minutos elevándose durante el fin de semana a 30-60 minutos. Los trenes CIVIS no se detienen en Amurrio-Iparralde.
| procedencia/destino | < estación | Línea | estación > | destino/procedencia |
| ------------------- | ---------- | ----- | ---------- | ------------------- |
| Bilbao Abando       | Salbio     |       | Amurrio    | Orduña              |